# Ligia vitiensis
Ligia vitiensis är en kräftdjursart som beskrevs av James Dwight Dana 1853. Ligia vitiensis ingår i släktet Ligia och familjen gisselgråsuggor. Inga underarter finns listade i Catalogue of Life.